# Malice (banda de Mineápolis)
Malice es una banda de heavy metal de Minneapolis, Estados Unidos, formada en el año 2000. Es conocida por sus fuertes influencias de bandas como Manowar, Judas Priest y Iron Maiden, dado su duro sonido y su temática basada en hechos históricos y mitología. Pese a ser más populares en Europa, la banda ha logrado ganar una base de fanáticos en Norteamérica en los últimos años, debido principalmente al auge de series televisivas como Juego de tronos y Spartacus. 

## Biografía
Malice inició como un proyecto del bajista Rayman James. Originalmente constaba de Rayman y su hermano Jay Mez. Después de algunos años de frustración por no poder encontrar su sonido, Rayman abandonó el proyecto Malice y comenzó a trabajar en un disco solista. En 2008 Rayman conoció a Sheridan Dolan, quien lo convenció de retomar Malice. Rayman decidió grabar entonces algunos demos con la agrupación nuevamente.
En 2012 Malice lanzó el álbum Triumph and Glory, y en 2013 lanzaron Fight.

## Miembros
- Dave Whitmer - Voz (2014–Presente)
- Sheridan Dolan - Guitarra (2008–Presente)
- Rayman James - Bajo (2000–Presente) Voz (2000–2008)
- David Koeplinn - Batería (2012–Presente)

Otros
- Jay Mez - Guitarra, voz (2000-2008)
- Brian Moore - Batería (2000-2008)
- David Reece - Voz (2012-2014)
- Sean Doan - Batería (2010–2012)
- Rob Jalonen - Voz (2010-2012)

## Discografía
- Triumph and Glory - 2012
- Fight - 2013